# 北沃靈頓 (英國國會選區)

選區在柴郡的位置

北沃靈頓（英語：Warrington North），英國國會一自治市選區，位於柴郡沃靈頓，包括北部十個地方選區。
自1983年創設以來一直支持工黨。在2010年大選中尋求三度連任的海倫·瓊斯以45.5%選票勝出連任成功。